# 470-es főút (Magyarország)
A 470-es főút egy Békés vármegyei másodrendű főútvonal, amely Mezőberényt köti össze a megyeszékhely Békéscsabával. A mintegy 21 kilométeres útszakasz nemrég még a 47-es főút részeként számozódott.

## Története
1934-ben a kereskedelem- és közlekedésügyi miniszter 70 846/1934. számú rendelete szinte a mai teljes hosszában másodrendű főúttá nyilvánította, a Berettyóújfalu és Szeged közti 43-as főút részeként. Később átszámozással a 47-es főút része lett.
A Békés városán való áthaladás azonban a forgalom növekedésével egyre több időt vett igénybe, maga az út is igen kanyargós volt – a gyorsabb járművek nehezen tudták előzni a lassabbakat, főleg Békéscsaba és Békés között, amiatt, hogy az út az Élővíz-csatorna folyását követte –, így természetes módon adódott, hogy a forgalom egy része a Békéscsaba-Mezőberény közti, akkor még 4643-as számot viselő mellékútra terelődött. Ez az útvonal nyugatról kerüli a 120-as számú Szolnok–Békéscsaba–Lőkösháza-vasútvonalat, lakott területet nem érintve. A békéscsabai elkerülőút átadása után a főút vonalvezetését hivatalosan is áthelyezték, azóta a régi útvonal a 470-es számozást viseli.

## Jellemzői
Mezőberény központjában ágazik ki a 47-es főútból, egy kilométer után már külterületen húzódik. 3,4 kilométer után lépi át Békés határát, a várost 7,4 kilométer után éri el. A belvárosban elhalad a 2007-ben bezárt Murony–Békés-vasútvonal végállomásának létesítményei, a Penny áruház és az autóbusz-állomás mellett, majd a 10. kilométere után, egy körforgalmú csomópontban kiágazik belőle a 4644-es út Kétsoprony felé. Alig 400 méter után egy újabb elágazáshoz ér: ott a 4238-as út torkollik bele, Tarhos felől. Nagyjából egy kilométeren át, a belváros déli széléig közös szakaszon húzódnak, majd a 4238-as újra különválik, Gerla felé folytatódva. A 470-es 12,5 kilométer után lép ki a belterületről, 17,3 kilométer után pedig már Békéscsaba területén halad. 19,3 kilométer után körforgalmú csomóponttal keresztezi a 44-es főutat. A békéscsabai belváros északi részén ér véget, kevéssel a 21. kilométere után, beletorkollva a 446-os főútba.
Igen sok szakaszán van felfestve záróvonal, illetve kihelyezve előzési tilalmat, veszélyes kanyart jelző vagy sebességcsökkentésre figyelmeztető tábla, mert meglehetősen sok balesetnek volt helyszíne az évek folyamán, különösképpen az új elkerülőút átadása után. Mivel az autóbuszforgalom is jelentős rajta, ezért mindig forgalmas, nehezen előzhető útvonal.
Végig 2*1 sávos, elfogadható minőségű út, viszonylagosan nagy forgalommal. Különösen nagy az ingázók, bejárók száma, amit mutat a reggeli, illetve délutáni erős forgalom és az autóbuszjáratok nagy száma (60 pár fölött).

## Érintett települések
- Mezőberény kiágazás a 47-es főútból
- Békés
- Békéscsabai elkerülőút metszése
- Békéscsaba beletorkollik a 44-es főútba